# Ilemodes
Ilemodes is een geslacht van vlinders van de familie spinneruilen (Erebidae), uit de onderfamilie Arctiinae.

## Soorten
- I. astriga Hampson, 1916
- I. heterogyna Hampson, 1900
- I. isogyna Romieux, 1935